# 珊蒂·佩雷拉
维罗妮卡·珊蒂·佩雷拉（英語：Veronica Shanti Pereira，1996年9月20日—），新加坡女子田径运动员，擅长100米賽跑、200米賽跑、4×100米接力赛跑和4×400米接力赛跑项目，是女子100米、200米全国纪录，400米全国纪录，200米东南亚运动会赛会纪录以及200米亚洲田径锦标赛赛会纪录的保持者。珊蒂·佩雷拉是2023年亚洲田径锦标赛女子100米和女子200米金牌得主、2022年亚洲运动会女子200米金牌和100米银牌得主，是新加坡历史上第一位田径短距离亚运会金牌得主。

## 生平

### 学习经历
佩雷拉在就读小学三年级时，看到姐姐参加学校体育比赛时即开始接触田径运动。随后，她赴新加坡体育学校就读，率领学校在全国中学生运动会上获得C组团体冠军。她随后攻读共和理工学院和新加坡体育学校联合颁发的体育和休闲管理文凭。2017年，她获得叶品秀奖学金，前往新加坡管理大学学习会计学。2018年，她因无法达到最低GPA要求，而失去奖学金。佩雷拉于2021年从该校会计学院毕业，不过她公开宣称对从事会计职业不感兴趣。

### 职业生涯

#### 青年时期
佩雷拉在青年时期就创下了多项纪录。她保持着U-23 100米（11.80秒）和200米（23.99秒）的纪录，同时创造了4×100米接力（46.64秒）和4×400米接力（3分44.80秒）的纪录； U-19 100米（11.89秒）和200米（23.99秒）的纪录；U-17 100米（12.21秒）和200米（24.92秒）的纪录；以及U-15 100米（12.68秒）的纪录。
2013年，佩雷拉在乌克兰顿涅茨克举行的2013年世界青少年田径锦标赛上，以11.89秒的成绩成为第一位在12秒内跑完100米的新加坡女子运动员。2013年东南亚运动会上，佩雷拉在100米决赛中获得第四名。2014年，她在亚洲青少年田径锦标赛上，以23.99秒的成绩成为第一位在24秒内跑完200米的新加坡女子运动员。

#### 2015年至2022年

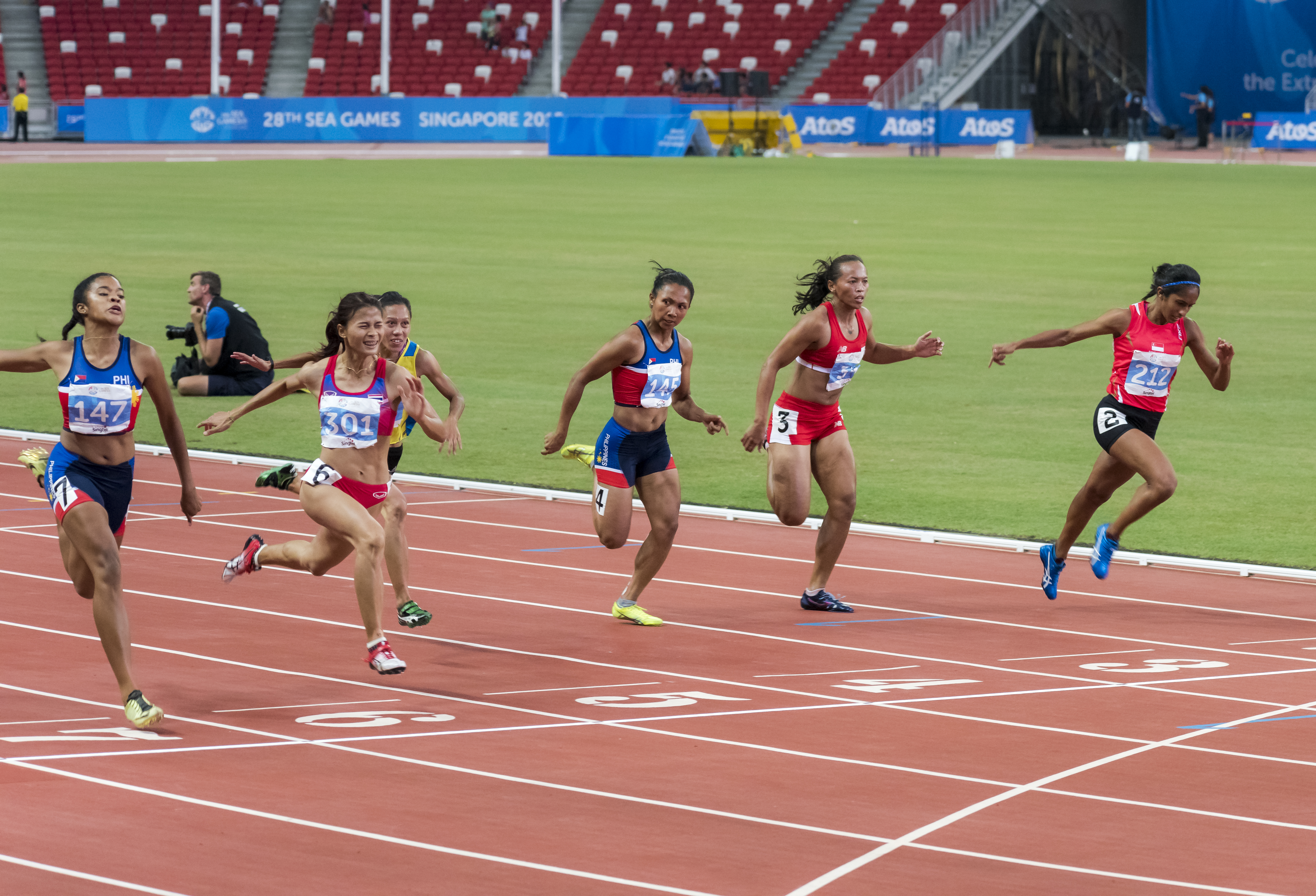
佩雷拉于2015年东南亚运动会100米决赛上夺得铜牌

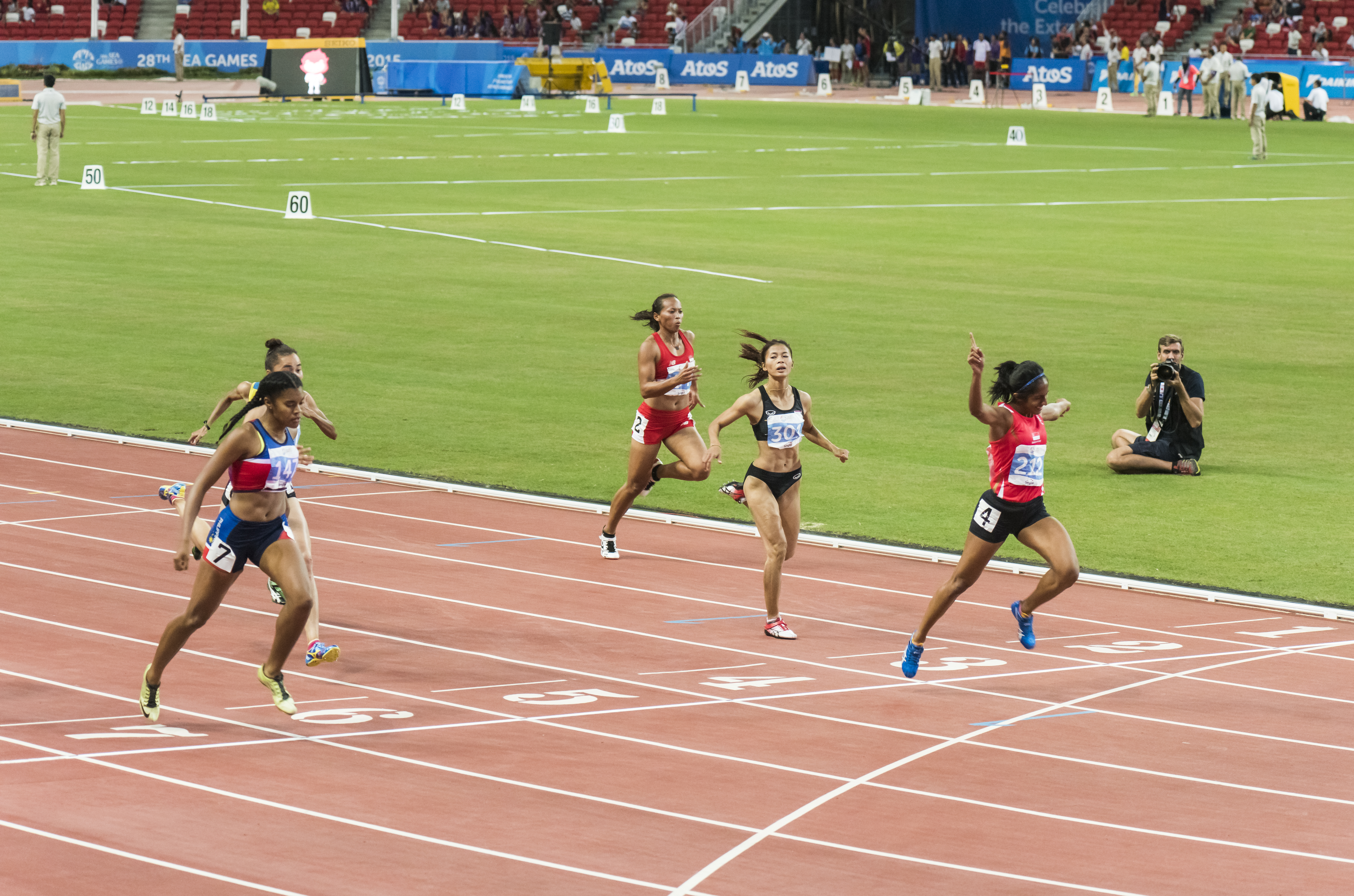
佩雷拉于2015年东南亚运动会200米决赛上夺得金牌，并打破新加坡全国纪录

在2015年东南亚运动会上，佩雷拉以11.88秒的成绩夺得女子100米的铜牌，这是新加坡42年来在该项目上的第一枚奖牌。她还以23.60秒的成绩夺得200米金牌，打破了当天预赛中创下的全国纪录（23.82秒）；这是1973年以来，新加坡在东南亚运动会短跑项目上的首枚金牌。虽然她所在的新加坡四人团队在4×400米接力赛中获得第四名，但以3分40.58秒的成绩打破了新加坡田径历史上最长纪录。在她的最后一个项目比赛4×100米接力赛中，该队获得第四名，但创造了45.41秒的新全国纪录。2017年东南亚运动会上，佩雷拉夺得女子100米和200米项目的铜牌；后在2019年东南亚运动会再次夺得两枚铜牌。
2021年，佩雷拉获得了2020年夏季奥林匹克运动会女子200米的参赛资格，在热身赛中以23.96秒的赛季最佳成绩获得第六名。2021年东南亚运动会上，佩雷拉以23.52秒的成绩夺得女子200米金牌，也打破了她在2015年东南亚运动会上创下的全国纪录。在女子100米比赛中，她以11.62秒的成绩夺得银牌。
在2022年英联邦运动会上，佩雷拉在女子100米预赛中取得了11.48秒的成绩，打破了她在2019年创下的11.58秒的纪录；但她在下一轮比赛中，以11.57秒的成绩未能进入决赛。在女子200米比赛中，她还以23.46秒的成绩打破了之前的纪录。她在半决赛中也取得了同样的成绩，在24名选手中排名第11。2022年10月，新加坡体育局宣布，佩雷拉是加入2022 年体育卓越（Spex）奖学金计划的七名运动员之一；而她曾于2016年至2018年间担任Spex学者。由于她未能在2018年亚运会上获得奖牌，她在2018年失去了Spex奖学金。

#### 2023年
2023年3月3日，佩雷拉在新西兰田径锦标赛女子100米预赛中，以11.46秒的成绩打破了自己的全国纪录。虽然她在决赛中跑出了11.44秒获得铜牌，但由于强劲的顺风（每秒3.4米），其纪录并未被认可。3月25日，佩雷拉在布里斯班田径组获得第三名，并以23.16秒的成绩打破了自己的200米全国纪录。3月31日，她在澳大利亚公开赛上，以11.38秒的成绩打破自己的女子100米全国纪录；翌日决赛上，又以11.37秒的成绩完赛。4月2日，她在同一场比赛的女子200米比赛中跑出了22.89秒，再次改写了自己的全国纪录，成为第一位跑进23秒以下的新加坡女运动员。2023年，佩雷拉成为第一位在亚洲田径女子100米户外排名中名列前茅的新加坡人。
2023年在柬埔寨金边举行的东南亚运动会上，佩雷拉成功卫冕女子200米冠军，其22.69秒的成绩不仅改写了新加坡纪录，也改写了东运会纪录。另外她还夺得了女子100米比赛的冠军，成为第一位在东运会上赢得短跑“双冠王”的新加坡女运动员。同月在雷林根举行的国际五旬节运动会上，佩雷拉在预赛和决赛中分别跑出了11.34秒和11.26秒，在一天内两次改写了自己的全国成绩，并创下了东南亚最好成绩。
2023年7月14日，佩雷拉在亚洲田径锦标赛上以11.20秒的成绩夺得女子100米冠军，在2023年第六次刷新自己的全国纪录，并成为第一位在亚锦赛上获得金牌的新加坡运动员，也结束了新加坡在大陆运动会上长达16年的奖牌荒。两天后，佩雷拉又以22.70秒的成绩夺得了女子200米的冠军，创造了新的冠军纪录。7月30日，她在柏林举行的米特夏夜田径运动会中，以23.32秒的成绩击败了卫冕欧洲女子100米和4x100米冠军吉娜·吕肯肯佩尔，获得了女子200米金牌。8月5日，佩雷拉在瑞典马尔默举行的福克萨姆大奖赛上，以23.38秒的成绩夺得女子200米赛冠军；另外在女子100米赛中，她以11.50秒的成绩以微弱优势与金牌失之交臂。
在2023年世界田径锦标赛中，佩雷拉成为第一位凭借自身成绩获得参赛资格的新加坡人，此前参加的三届世锦赛均以外卡参赛者身份参赛。佩雷拉的世锦赛参赛资格是通过其女子200米世界排名第23位和女子100米世界排名第47位获得的，同时也是第一位参加世锦赛多个项目的人。比赛中，佩雷拉在女子100米预赛中以11.33秒的成绩获得第四名。虽然她在54名选手中排名第31位无缘半决赛，但她是参加女子100米比赛的亚洲运动员中排名最高的选手。然而，她以22.57秒的新全国纪录获得了进入女子200米半决赛的资格，在44人的参赛队伍中排名第12，也使她成为第一位在世界锦标赛上进入半决赛的新加坡运动员。佩雷拉还以22.57秒的奥运资格成绩获得了参加2024年巴黎奥运会的资格，从而成为第一位获得奥运会女子200米项目参赛资格的新加坡人。在半决赛预赛中，佩雷拉以22.79秒的成绩获得第六名，在半决赛中23人的参赛队伍中获得总成绩第17名，也是参加女子200米比赛的亚洲运动员中排名最高的。9月4日，佩雷拉在贝林佐纳的卡斯泰利运动会上，以11.43秒和22.88秒的成绩分别获得女子100米和200米比赛的第四名。两天后又在罗韦雷托的奎尔西亚城田径运动会上，以11.52秒的成绩获得女子100米第六名。
在第19届杭州亚运会上，佩雷拉参加了女子100米、200米以及4×100米接力三个项目的比赛。9月29日，她在女子100米预赛中，以11.42秒的成绩获得第三名进入决赛。根据赛制，只有每组预赛排名前二及剩余选手中成绩最快的两人才能取得决赛资格。但佩雷拉是预赛其中一个成绩最快的第三名，因此取得了决赛资格。在9月30日的决赛中，佩雷拉以11.27秒的成绩获得银牌，落后中国选手葛曼棋0.04秒；这是新加坡自1974年以来第一枚亚运会田径奖牌。翌日，佩雷拉以预赛最快成绩23.14秒晋级200米决赛，又在10月2日的决赛上，凭借起跑时一马当先，过弯道逐渐拉开距离的优势，以23.03秒的成绩夺得金牌，成为新加坡自1974年以来第一枚，以及历史上第三枚亚运会田径金牌，也是新加坡历史上第一枚田径短距离亚运会金牌。在4x100米决赛中，佩雷拉所在队伍以45.34秒的成绩获得第五名。结束亚运会的比赛后，佩雷拉于10月5日返回新加坡，抵达樟宜机场后受到当地民众的热烈欢迎。

#### 2024年
为备战巴黎奥运会，佩雷拉于3月30日参加佛罗里达接力赛的400米比赛。虽然她以第五名完赛，但她的53.67秒成绩超过了迪普娜·林-普拉萨德于2017年东南亚运动会创下的54.18秒纪录，并打破新加坡纪录。据4月15日的报道，佩雷拉在打破400米国家纪录后膝盖受伤，于4月11日在新加坡接受磁共振成像扫描。她于4月18日和19日重返新加坡公开赛。之后的钻石联赛中，她于4月20日和4月27日分别在厦门站和苏州站首次亮相。由于受伤，她错过了上述所有比赛。